# Wali Eddine Kebir
Wali Eddine Kebir (ar. ولي الدين كبير;ur. 22 lipca 2000) – algierski zapaśnik walczący w stylu wolnym.
Wicemistrz igrzysk afrykańskich w 2023. Złoty medalista igrzysk panarabskich w 2023. Wicemistrz arabski w 2024. Mistrz Afryki juniorów w 2020 roku.